# Albert Köbele
Albert Köbele (* 6. Juni 1909 in Grafenhausen; † 11. Dezember 1982 ebenda) war ein deutscher Genealoge und Heimatforscher.

## Leben
Als Sohn eines Bauern besuchte er das Gymnasium in Ettenheim. Danach studierte er an der Universität Freiburg Germanistik und Geschichte.
Schon in seiner Jugend begeisterte er sich für die Familiengeschichtsforschung. Das führte 1936 zu seiner Anstellung beim Reichsnährstand in Berlin, Außenstelle der Landesbauernschaft Baden in Karlsruhe-Rüppurr. Horst Rechenbach, Hauptabteilungsleiter im Stabsamt des Reichsbauernführers, hatte die Aufgabe gestellt, für jedes Dorf ein Dorfsippenbuch anzufertigen. In jedem Reichsgau sollte rasch ein Dorf bearbeitet werden und dann als Muster für weitere Arbeiten dienen. Köbele selbst war 1937/38 an der Fertigstellung und Herausgabe des allerersten Buches und der daraus folgenden Anleitung Das Dorfsippenbuch: Veranschaulicht an Hand einer Leseprobe aus dem Dorfsippenbuch der Gemeinde Lauf, Amt Bühl, Baden / Zusammengestellt im Stabsamt des Reichsbauernführers nach dem von der Landesbauernschaft Baden angefertigten Familienbuch beteiligt. In dem 1939 erschienenen Dorfsippenbuch Grafenhausen wird er als der alleinige Bearbeiter genannt.
Nach dem Krieg setzte Köbele in Baden mit großem persönlichen Einsatz die Kirchenbuchverkartungen fort. Von 1950 bis zu seinem Tode brachte er im Selbstverlag 47 Ortssippenbücher von 53 früher selbständigen Gemeinden in Baden heraus. Darüber hinaus erwarb er sich Verdienste als Ortschronist und durch seine Beiträge in der Zeitschrift „Badische Familienkunde“. Die 1971 gedruckte Neubearbeitung des Ortssippenbuches Grafenhausen besteht zur Hälfte aus der Dorfchronik. – Als mitarbeitender Unverheirateter lebte Köbele im Hause seines jüngeren Bruders, der 1949 nach dem Tode des Vaters dessen Landwirtschaft übernommen hatte.
Köbeles Lebenswerk wird bis zur Gegenwart von der "Interessengemeinschaft Badischer Ortssippenbücher" in Lahr/Schwarzwald fortgeführt. Bis 2020 sind in der von Köbele begründeten Reihe „Badische Ortssippenbücher“ 180 Bände erschienen.
1992 wurde in Grafenhausen eine Straße nach ihm benannt.